# Ilićani
Ilićani je naseljeno mjesto u sastavu općine Srbac, Republika Srpska, BiH.

## Stanovništvo
| Ilićani            |              |
| Godina popisa      | 1991.        |
| Srbi               | 202 (98,07%) |
| Hrvati             | 1 (0,48%)    |
| Muslimani          | 0            |
| Jugoslaveni        | 0            |
| ostali i nepoznato | 3 (1,45%)    |
| ukupno             | 207          |